# Aeolosomatidae
O Aeolosomatidae é uma família de vermes anelídeos aquáticos muito pequenos, entre 0,3 e 10 mm de comprimento e 0,04-0,06 mm de diâmetro. Cerca de 30 espécies foram descritas em três gêneros. Esses vermes são conhecidos como vermes que se alimentam por sucção e ocupam habitats de água doce, salobra e salgada. Eles são moradores de fundo e sedimentos, habitando espaços ao redor de plantas aquáticas e as areias ricas em detritos e sedimentos de habitats de água doce (microfauna).

## Ecologia
Os aeolosomatídeos se alimentam de microalgas, microorganismos e detritos. Eles colocam sua prostomia sobre o substrato e criam um vácuo, engolindo pequenas partículas e suas algas anexadas. Eles são capazes de se reproduzir sexualmente, mas a maioria da reprodução é assexuada. Isso é feito por paratomia/fissão (fragmentação) à medida que os segmentos posteriores se separam ou se separam do verme pai. Isso começa quando o verme atinge um determinado número de milímetros (dependendo da espécie), o que dá origem à produção clonal de uma cadeia de zoóides filiais que se desprendem do zoóide parental em poucos dias.